# Det religiösa livets elementära former
Det religösa livets elementära former (franska: Les formes élémentaires de la vie religieuse), är en bok av Emilé Durkheim utgiven 1912. Boken analyserar religion som ett socialt fenomen.

## Innehåll
Durkheim tillskriver religionens utveckling den känslomässiga trygghet som uppnås genom att leva i en gemenskap. Hans studie av totemsamhällen i Australien ledde till slutsatsen att det djur eller den växt som varje klan dyrkade som en helig kraft i själva verket var en symbol för det samhälleliga livet.
Enligt Durkheim förknippade tidiga människor sådana känslor inte bara med varandra utan också med föremål i sin omgivning. Detta, menade Durkheim, ledde till att dessa föremål tillskrevs mänskliga känslor och övermänskliga krafter, vilket i sin tur ledde till totemism. Religionens väsen, menar Durkheim, är begreppet heligt, vilket är det enda fenomen som förenar alla religioner. ”En religion”, skriver Durkheim, ”är ett enhetligt system av trosföreställningar och sedvänjor som rör heliga ting, det vill säga saker som är avskilda och förbjudna - trosföreställningar och sedvänjor som förenar alla som bekänner sig till dem i en enda moralisk gemenskap som kallas kyrka.” Durkheim menar att symboliseringen av det kollektiva medvetandet sker genom det totemiska djuret. Det är genom denna ”flagga” som de australiska aboriginerna blir medvetna om sig själva inom ett kunskapssystem som ges av gruppen själv.